# Яковенко Любов Дмитрівна
Любов Дмитрівна Яковенко (нар. 31 березня 1957, село Старий Хутір, тепер Лохвицького району Полтавської області) — українська радянська діячка, оператор машинного доїння корів колгоспу імені Кірова Радомишльського району Житомирської області. Депутат Верховної Ради УРСР 11-го скликання.

## Біографія
Освіта середня. Закінчила Полтавське будівельне професійно-технічне училище.
З 1975 року — маляр-штукатур Гадяцької пересувної механізованої колони-66 Полтавської області, ливарниця Радомишльського заводу капронових виробів Житомирської області.
З 1980 року — оператор машинного доїння корів колгоспу імені Кірова села Лутівка Радомишльського району Житомирської області.
Обиралася членом Житомирського обласного комітету профспілки працівників сільського господарства.
Потім — на пенсії в селі Лутівка Радомишльського району Житомирської області.

## Нагороди
- ордени
- медалі